# Savanna (voornaam)
Savanna (ook gespeld als Savannah) is een uit Amerika afkomstige meisjesnaam.
Er zijn diverse verklaringen voor de herkomst van de naam:
- De plaats Savannah (Georgia) of de rivier Savannah, beide in de Verenigde Staten. Het woord Savannah zelf is afkomstig uit het Taino of het Spaans, en betekent 'boomloze vlakte'.
- Een versierde vorm van de naam Sava.
- Een variant van de naam Savina, die zelf weer afkomstig is van de naam Sabina.

De naam komt vooral voor in Noord-Amerika. De variant Savannah - die als de originele variant wordt beschouwd - is daar overigens populairder en heeft Savanna overvleugeld. Sinds 1993 staat Savannah in de top 100 van populairste meisjesnamen in de Verenigde Staten.
In Nederland werd de voornaam Savanna in 1969 nog geweigerd door de burgerlijke stand van Laag-Soeren.